# Внутрішній ринок
Внутрішній ринок — ринок продуктів і ресурсів, обмежений певною територією (наприклад місто, регіон, країна, група країн), де учасники ринку (резиденти) здійснюють свою економічну діяльність між собою в межах цієї території. Зазвичай розуміється як внутрішній ринок країни. Також, іноді використовується як синонім національного ринку.
Розвиток виробництва і товарно-грошових відносин стимулювали розширення внутрішніх ринків і сприяли формуванню національних ринків. Це супроводжувалося процесами спеціалізації внутрішніх ринків в рамках яких роздрібні ринки відокремилися від оптових, товарні ринки від ринків факторів виробництва. Корінна відмінність національного ринку від внутрішнього — наявність на ньому сегмента, орієнтованого на зарубіжних покупців тобто наявність зовнішнього ринку.